# Hermandad de las Penas (Málaga)
La Hermandad de las Penas, cuya denominación oficial es Venerable Hermandad de la Caridad en Cristo Nuestro Señor y Cofradía de Nazarenos del Santísimo Cristo de la Agonía, María Santísima de las Penas, Reina y Madre, y Santo Domingo de la Calzada, es una corporación nazarena de Málaga, miembro de la Agrupación de Cofradías de Málaga, que participa en la Semana Santa malagueña en la tarde del Martes Santo.

## Historia
La cofradía se funda en 1935 en la Capilla de San José, que se encontraba en calle Granada, realizándose su primera salida en el año 1943 en la tarde del Lunes Santo, solamente con la imagen de la Virgen de las Penas. Debido a su precaria situación económica, procesionó un manto de flores que agradó a los malagueños, y aún perdura, debido al descontento cuando se ha intentado cambiar por uno bordado; por todo esto a la Virgen se le llama cariñosamente "la del manto de flores". El Cristo de la Agonía fue añadido al culto externo en 1947, cambiando también su día de salida la organización, pasando al Martes Santo. 
En la década de 1960 la cofradía sufrió un cambio radical en su estética procesional, originado por Juan Casielles del Nido, cambiándose las imágenes titulares por otras de escuela sevillana y el cambio del trono de la Señora. En el año 1966 se trasladó a la iglesia de San Julián. 
La cofradía quiso absorber en 2006 la antigua Hermandad de la Santa Caridad de Nuestro Señor Jesucristo, fundada en el siglo XVII (con orígenes en el XV) y desaparecida en 1965. Esta absorción fue revertida dos años más tarde por el Obispado tras la reforma de los estatutos de ese mismo año, pero se añadió el nombre al de la cofradía, como se puede ver al comienzo del artículo. El 1 de noviembre de 2008 se consagró el Oratorio de Santa María Reina y Madre de la cofradía, situada en calle Pozos Dulces.

## Imaginería
- El Cristo de la Agonía es obra de Francisco Buiza en el año 1972,[2] habiendo tenido esta hermandad cuatro crucificados antes de encargar el actual.
- La Virgen de las Penas es la única imagen mariana del escultor Antonio Eslava Rubio en la ciudad, quien la realizó en el año 1964, sustituyendo a la imagen primitiva fundacional, transformada a dolorosa por Navas-Parejo y repolicromada por Berlanga en la década de los ochenta, que se conserva en las dependencias de la hermandad.

## Iconografía

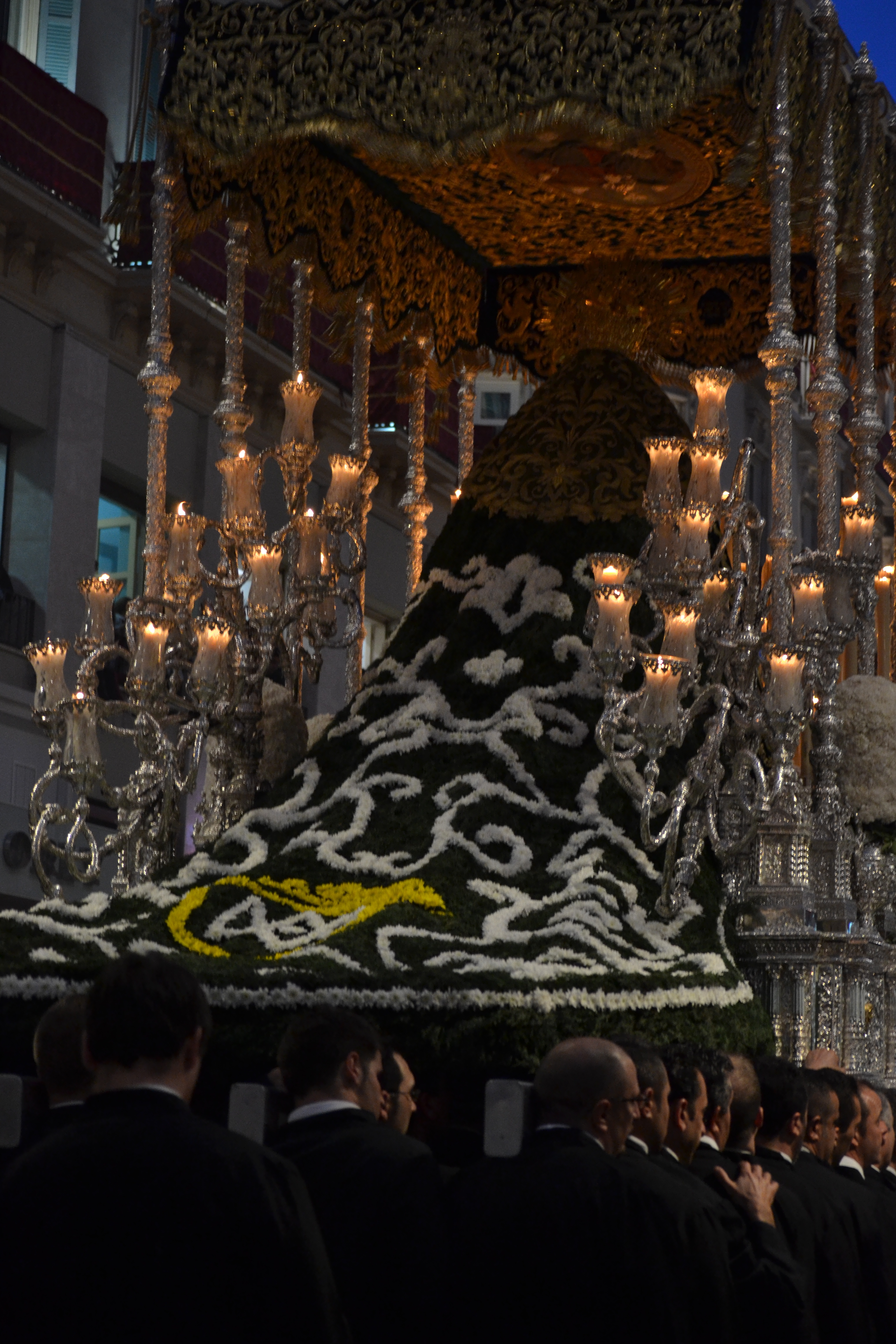
Manto de flores de la Virgen de las Penas

- Crucificado representando la agonía de Jesucristo en el momento previo a la Expiración.
- Dolorosa bajo palio.

## Antiguos Titulares
Parece ser que uno de los fundadores de la cofradía, Antonio Rojo, encargaría la primera imagen del crucificado a los talleres de José María Matot, ya que su madre profesaba una intensa devoción al Crucificado de la Agonía situado en la santanderina localidad de Limpias y serviría de inspiración para la creación de la imagen malagueña. Esta primera imagen desaparecería probablemente durante los saqueos de la Guerra civil española.
Tras la citada guerra la cofradía tuvo que rehacerse prácticamente. El granadino Martín Simón, en 1938, tallaría la nueva imagen, la cual encargaron los hermanos que fuera copia de la anterior para respetar la iconografía. El crucificado sería sufragado por el Cuerpo de Carabineros de Málaga, pero no terminó de gustar entre los hermanos, además de achacársele una mediocre calidad artística. Como anécdota cabría comentar que por sus enormes dimensiones recibió el apodo de Goliat. Es por esta característica que sería restaurado por Pérez Hidalgo, sin embargo, tras procesionar en 1947, se decidió sustituirlo. Actualmente, la talla se puede visitar en la Iglesia de San José Obrero, del malagueño barrio de Carranque. 
El mismo Pérez Hidalgo realizaría en 1948 una nueva imagen, siguiendo la misma iconografía. La Cofradía donó a la Iglesia de Málaga el crucificado de Pérez Hidalgo, que recibe culto en la iglesia de Benajarafe, Vélez-Málaga. Durante los años sesenta llegarían al seno de la hermandad un grupo de cofrades que transformarían la estética de la cofradía. Con ellos, se empieza a barajar la idea de encargar un nuevo crucificado que se ajustara a los cánones clásicos del barroco sevillano, apartando la iconografía inicial del Cristo de Limpias. En 1970 se decide que el ejecutor de la talla fuera el granadino Rafael Barbero, encargándose que el modelo a seguir fuera el Cristo de la Conversión de la hermandad de Montserrat, realizado por el cordobés Juan de Mesa y Velasco. La hermandad pagaría 100.000 pesetas por la obra. La talla será bendice en el templo de San Julián en el año 1971. No llegaría a procesionarse ese año debido a la lluvia, pero una vez en el trono los hermanos advirtieron de que el tamaño de la talla era demasiado reducido y por tanto incompatible con sus fines procesionales. Consultaron con el escultor la posibilidad de una modificación, que este rechazaría alegando que la imagen ya estaba hecha y ese era su resultado. Ante el no se decidirá sustituir la talla y encargarla al taller de Francisco Buiza los mismos principios estéticos.
La imagen de Barbero sería entregada como parte del pago del nuevo crucificado a Buiza. Actualmente tiene el nombre de Cristo de la Misericordia y procesiona el Sábado Santo en Moguer. 
Actualmente, el titular cristífero de la cofradía será el realizado por el autor carmonense, siendo bendecido en 1972 y considerándose una de sus mejores obras.
En cuanto a las imágenes marianas se distinguen dos, una de ellas la actual titular.
La primera de ellas, y alrededor de la cual se fundaría la hermandad, sería una Virgen que habría pertenecido a un grupo escultórico de una Sagrada Familia, fechada en el siglo XVII. Actualmente, la primitiva talla de la Virgen de las Penas, que salió hasta 1963, se encuentra en las dependencias de la Hermandad, conservándose medio cuerpo y transformada con ropaje encolado y estofado. 
La actual imagen es obra del sevillano Antonio Eslava Rubio y fue bendecida en 1964 por el Padre Gámez.

## Atavios procesionales
La corona que luce la Virgen de las Penas fue ejecutada por el joyero Manuel Valera (Córdoba, 2003-2004), según diseño de Fernando Prini. Realizada en oro de ley y rubíes, su hechura recibe una clara influencia del lenguaje de Cayetano González al tratarse de una reinterpretación de la presea ideada para la Virgen de la Amargura de Sevilla, de 1954, si bien se aplica una serie de variaciones que la hacen singular y proporcionada a la testa de la Dolorosa de Eslava Rubio. Elementos florales y vegetales como la hojarasca y las azucenas, se entremezclan con piezas arquitectónicas en claves de pilastras y medallones, donde reside parte de su iconografía, con escenas de la vida de la Virgen.
Además, el vestidor de la imagen, Miguel Ángel Ventura, la atavía con saya bordada sobre terciopelo color burdeos, diseño de Salvador Aguilar y confección de Manuel Mendoza (Málaga, 2005), aprovechando algunos elementos bordados por Leopoldo Padilla en la década de los años cincuenta con destino al antiguo palio.
Desde 1944 lleva una manto de flores, en lugar del habitual tejido.

## Al culto
Desde el 1 de noviembre de 2008, la Virgen de las Penas forma un calvario junto a San Juan Evangelista obra del escultor Navarro Arteaga y el Cristo de la Agonía, en el centro del presbiterio del nuevo oratorio, en la zona de Pozos Dulces. 
Los cultos de la Dolorosa se celebran en mayo, con ocasión de la realeza de María. Para ello se lleva a cabo un pregón y tríduo, culminando con besamanos. La fiesta litúrgica es el 31 de mayo.

## Tronos
- El trono del Crucificado es obra de madera tallada y dorada, obra de Antonio Martín, con cartelas de Carlos del Valle y querubines de Berlanga. Destaca los cuatro valientes arbotantes y los Evangelistas obra de Navarro Arteaga en el año 1998, dando por concluido el trono del Señor.
- El trono de la Dolorosa es obra en alpaca plateada de Villarreal, en el año 1964. Candelería en alpaca plateada obra de Ramos de Rivas, al igual que la Virgen de los Reyes en plata y marfil que se encuentra en la delantera del trono. La imaginería del cajillo del trono es obra de Buiza. Procesiona la Dolorosa bajo un palio de terciopelo verde bordado en oro por los talleres de Brenes y estrenado en el año 1998.

## Marchas dedicadas
Banda de Música
- María Santísima de las Penas, Antonio Pantión (1973)
- Cristo de la Agonía, Abel Moreno (1991)
- Reina de San Julián, Ginés Sánchez (1995)
- Cristo de la Agonía, Manuel Bonilla Cascado (1998)
- Flor de San Julián, Miguel Pérez (1999)
- Pasa la Virgen de las Penas, Francisco Javier Alonso Delgado (2003)

Cornetas y Tambores
- La Virgen de las Penas, Alberto Escámez (1951)
- Cristo de la Agonía, Miguel Ángel Font Morgado y Pedro José Gálvez Garrido (1999)
- Ora Pro Nobis, Alberto Zumaquero (2003)
- Mi Amor en tu corona, Alberto Zumaquero (2005)
- Tu cruz sobre mis hombros, Alberto Zumaquero (2007)
- A Jesús de la Agonía, Pedro Pacheco (2009)
- Santa Caridad, Christus Charitas Est, Alberto Zumaquero (2014)
- ¿Por qué me has abandonado? (Salmo 22), Arturo Cáceres Cansino. Arreglos: Sergio Benítez Sala (2003)

Agrupación Musical
- Y agonizando dijo..., Pedro Pacheco (2004)

## Recorrido Oficial
| Predecesor: Rocío | Orden de entrada en el Recorrido Oficial (Martes Santo) 2º lugar | Sucesor: Estrella |